# Матевосян, Мартун Саркисович
Мартун Саркисович Матевося́н (арм. Մարտուն Սարգսի Մաթեվոսյան, 18 марта 1955, Кировакан) — армянский политический и государственный деятель.
- 1977 — окончил Ереванский государственный университет. Химик. Кандидат химических наук.
- 1977—1980 — инженер в научно-производственном объединении «Полимерклей».
- 1980—1985 — аспирантура НА СССР Московского элементо-органного института.
- 1985—1989 — старший научный сотрудник в научно-производственном объединении «Полимерклей».
- 1989—1994 — руководитель лаборатории, а позже преподаватель в Ванадзорском педагогическом институте.
- 1999—2003 — депутат парламента. Член постоянной комиссии по финансово-кредитным, бюджетным и экономическим вопросам. Член «АРФД».
- 2003—2004 — заместитель мэра Еревана.
- С 2004 — генеральный директор ЗАО «Армлес» министерства сельского хозяйства Армении.